# Philorthragoriscus serratus
Philorthragoriscus serratus is een eenoogkreeftjessoort uit de familie van de Cecropidae. De wetenschappelijke naam van de soort is voor het eerst geldig gepubliceerd in 1863 door Krøyer.